# コーンフォース転位
コーンフォース転位（コーンフォースてんい、Cornforth rearrangement）とは、有機化学における人名反応のひとつ。下式のように、5位に炭素置換基 R1、4位にカルボニル置換基 C(=O)R2 を持つ 1,3-オキサゾール化合物を加熱すると R1 と R2 が入れ替わった生成物が得られる。1949年にジョン・コーンフォースらにより報告された。
反応機構では、まず電子環状反応による開環が起こりニトリルイリド（上式中央）が発生し、再び電子環状反応により閉環してオキサゾール環が再生する。ニトリルイリドの関与は、別経路により発生させたニトリルイリドがコーンフォース転位と同じ生成物を与えることから確かめられた。
4位の置換基としてチオカルボニル基 C(=S)R2 を持つ基質を用いると、同様の転位反応により 1,3-チアゾール環が得られる。